# Grünauer BC 1917
Der Grünauer BC 1917 ist ein deutscher Fußballverein aus den Berliner Stadtteilen Bohnsdorf und Grünau im Bezirk Treptow-Köpenick. Heimstätte des Vereins ist der Sportplatz Buntzelberg im Ortsteil Bohnsdorf – entgegen dem namensgebenden Stadtteil Grünau. Der GBC ist dennoch der einzige Fußballverein im Einzugsgebiet Bohnsdorf und Grünau und repräsentiert insofern beide Stadtteile gleichermaßen.

## Verein

Historisches Logo der BSG Luftfahrt Berlin

Der Grünauer BC wurde im Jahr 1917 gegründet. Höchste Spielklasse bis 1945 war die zweitklassige Berliner Kreisliga, in die der GBC im Jahr 1935 aufstieg.
Nach dem Zweiten Weltkrieg wurde der Verein aufgelöst und als SG Falkenberg neu gegründet. Bereits in der Spielzeit 1945/46 nahm Grünau an der Qualifikation zur Berliner Stadtliga teil, scheiterte aber mit dem vorletzten Platz deutlich. In der Folgezeit standen den Berlinern mehrere Umbenennungen bevor. 1948 in TSV Berlin-Bohnsdorf sowie ab 1950 in SVgg Grünau. Auf sportlicher Ebene erreichte die SVgg Grünau in der Saison 1950/51 den Aufstieg in die DDR-Liga. Die zweithöchste Spielklasse der DDR musste Grünau nach nur einer Spielzeit als abgeschlagener Tabellenletzter wieder verlassen. In der Spielzeit 1952/53 bildete die SVgg Grünau mit jenem verbliebenen Teil der SG Union Oberschöneweide eine Spielgemeinschaft, der seit Sommer 1951 nicht als BSG Motor Oberschöneweide (Vorgänger des 1. FC Union Berlin) firmierte und in der Saison 1951/52 in der Landesklasse Berlin spielte, und trat für eine Saison als SpG Grünau-Union Oberschöneweide an.
Im Sommer 1953 gingen beide Vereine auseinander und während die SG Grünau 1953/54 (Platz 5) in der Berliner Bezirksliga kickte, wurde die SG Union Oberschöneweide (aufgelöst: 1972) für die Spielzeit 1953/54 in die Staffel A der Berliner Stadtklasse eingegliedert. Die SG Grünau gewann in der Saison 1958 die Meisterschaft der Bezirksliga von Berlin und stieg somit in die II. DDR-Liga auf. In der damaligen dritthöchsten ostdeutschen Spielklasse konnten sich die Berliner bis zur Auflösung der II. DDR-Liga etablieren. Erneut folgten weitere Namensänderungen, ab 1962 in Lufthansa Berlin und ein Jahr später in BSG Luftfahrt Berlin.
Die BSG Luftfahrt Berlin agierte nach der Neueinteilung der dritten Ligen von 1963 bis 1991 ununterbrochen in der Stadt-, später Bezirksliga Berlin. Der nach der politischen Wende wieder zu seinem historischen Namen Grünauer BC 1917 zurückgekehrte Club wurde in die Berliner Landesliga integriert. Die anderen Sportabteilungen, erfolgreich unter anderem im Judo und im Ringen, gründeten als SV Luftfahrt Berlin einen eigenständigen Verein.
Der Grünauer BC spielt aktuell in der Bezirksliga (Staffel 1).

## Statistik
- Teilnahme DDR-Liga: 1951/52
- Teilnahme II. DDR-Liga: 1959, 1960, 1961/62, 1962/63
- Ewige Tabelle der DDR-Liga: Rang 188

## Sportplatz Buntzelberg
Der Grünauer BC 1917 trägt seine Heimspiele auf dem Sportplatz Buntzelberg aus, der im Volksmund auch liebevoll „Bunne“ genannt wird. Der Sportplatz fasst aktuell 1100 Plätze und beherbergt das Vereinshaus, in dem u. a. ein Casino enthalten ist. Der Boden des Platzes besteht seit 2012 aus Kunstrasen. Zudem ist er mit Flutlicht ausgestattet.

## Sportplatz Lahmertstraße
Neben dem „Bunne“ finden Trainingseinheiten und teilweise auch Jugendspiele ebenfalls auf dem städtischen Sportplatz an der Lahmertstraße im benachbarten Stadtteil Grünau statt. Der Sportplatz Lahmertstraße verfügt jedoch nicht über ein ausreichendes Flutlichtsystem. Auch die Umkleidekabinen stammen noch aus DDR-Zeiten und sind dementsprechend sanierungsbedürftig. Seit 2024 wird der Sportplatz Lahmertstraße erneuert.